# Eumerus mucidus
Eumerus mucidus är en tvåvingeart som beskrevs av Mario Bezzi 1921. Eumerus mucidus ingår i släktet månblomflugor, och familjen blomflugor. Inga underarter finns listade i Catalogue of Life.